# Volley Loreto Femminile
Maillots
Le Volley Loreto Femminile  est un ancien club italien de volley-ball basé à Loreto, dans la province d'Ancône, dans la région des Marches, qui a fonctionné de 1996 à 2012.

## Palmarès
- Coupe d'Italie A2
  - Vainqueur : 2011, 2012.

## Effectifs

### Saison 2011-2012
Entraîneur : Andrea Pistola  Italie
| No  | Nom                | Date de Naissance | Taille | Poids | Nationalité | Poste                     |
| --- | ------------------ | ----------------- | ------ | ----- | ----------- | ------------------------- |
| 1.  | Milagros Moy       | 17 octobre 1975   | 176    | 72    | Pérou       | Réceptionneuse-attaquante |
| 2.  | Elisa Pieroni      | 10 octobre 1995   | 182    |       | Italie      | Réceptionneuse-attaquante |
| 3.  | Joneda Alikaj      | 10 septembre 1993 | 177    |       | Italie      | Réceptionneuse-attaquante |
| 4.  | Elena Drozina      | 15 juin 1978      | 181    |       | Italie      | Passeuse                  |
| 5.  | Luisa Casillo      | 8 juillet 1988    | 188    |       | Italie      | Centrale                  |
| 7.  | Sara Giuliodori    | 5 juin 1983       | 180    |       | Italie      | Centrale                  |
| 8.  | Antonietta Vallese | 1er janvier 1983  | 165    |       | Italie      | Libero                    |
| 9.  | Alice Santini      | 16 janvier 1984   | 181    |       | Italie      | Réceptionneuse-attaquante |
| 10. | Eleonora Capone    | 19 janvier 1992   | 168    |       | Italie      | Libero                    |
| 12. | Anna Grizzo        | 8 mars 1984       | 190    |       | Italie      | Réceptionneuse-attaquante |
| 14. | Rosangela Correia  | 24 juillet 1972   | 189    |       | Brésil      | Attaquante                |
| 17. | Isabella Di Iulio  | 26 novembre 1991  | 175    |       | Italie      | Passeuse                  |
| 18. | Federica Fornara   | 4 janvier 1988    | 180    |       | Italie      | Centrale                  |